# Болгари в Казахстані
Болгари є етнічною групою в Казахстані. За даними перепису населення у 2009 році вони були 4 523 осіб, або 0.028 % населення. За різними джерелами кількість болгар оцінюються в межах від 15 000 до 50 000 людей.

## Кількість і частка

### Перепису
Кількість і частка болгар за переписом населення в районах і містах республіканського значення за роками:
|                                | Кількість | Кількість | Кількість | Кількість | Кількість | Частка (у %) | Частка (у %) | Частка (у %) | Частка (у %) | Частка (у %) |
| 1970                           | 1979      | 1989      | 1999      | 2009      | 1970      | 1979         | 1989         | 1999         | 2009         |              |
| ------------------------------ | --------- | --------- | --------- | --------- | --------- | ------------ | ------------ | ------------ | ------------ | ------------ |
| Казахстан                      | 10 420    | 10 064    | 10 228    | 6 915     | 4 523     | 0.080        | 0.068        | 0.063        | 0.046        | 0.028        |
| Акмолинська область            | 372       | 279       | 286       | 208       | 168       | 0.038        | 0.028        | 0.026        | 0.024        | 0.022        |
| Актюбінська область            | 1 241     | 1 267     | 1 457     | 1 045     | 689       | 0.225        | 0.200        | 0.198        | 0.153        | 0.090        |
| Алмати                         | 297       | 394       | 402       | 273       | 219       | 0.038        | 0.041        | 0.037        | 0.024        | 0.016        |
| Алматинська область            | 690       | 621       | 600       | 405       | 239       | 0.054        | 0.042        | 0.036        | 0.025        | 0.013        |
| Астана                         | 120       | 138       | 147       | 129       | 116       | 0.066        | 0.059        | 0.052        | 0.040        | 0.018        |
| Атирауська область             | 1 264     | 973       | 864       | 436       | 257       | 0.371        | 0.260        | 0.203        | 0.099        | 0.050        |
| Жамбильська область            | 305       | 385       | 325       | 114       | 99        | 0.038        | 0.041        | 0.031        | 0.011        | 0.009        |
| Західноказахстанська область   | 190       | 174       | 289       | 137       | 84        | 0.037        | 0.029        | 0.045        | 0.022        | 0.014        |
| Карагандинська область         | 2 289     | 2 260     | 2 313     | 1 664     | 1 116     | 0.146        | 0.131        | 0.132        | 0.117        | 0.083        |
| Кизилординська область         | 50        | 50        | 36        | 16        | 11        | 0.010        | 0.008        | 0.006        | 0.002        | 0.001        |
| Костанайська область           | 395       | 360       | 459       | 301       | 159       | 0.040        | 0.033        | 0.037        | 0.029        | 0.017        |
| Мангістауська область          | 88        | 160       | 118       | 79        | 34        | 0.055        | 0.064        | 0.036        | 0.025        | 0.007        |
| Павлодарська область           | 1 510     | 1 419     | 1 544     | 1 300     | 907       | 0.216        | 0.175        | 0.163        | 0.161        | 0.122        |
| Південно-Казахстанська область | 498       | 521       | 397       | 183       | 77        | 0.038        | 0.033        | 0.021        | 0.009        | 0.003        |
| Північноказахстанська область  | 123       | 122       | 150       | 101       | 64        | 0.014        | 0.013        | 0.016        | 0.013        | 0.010        |
| Східноказахстанська область    | 988       | 941       | 841       | 524       | 284       | 0.063        | 0.056        | 0.047        | 0.034        | 0.020        |